# Oralia Domínguez
Oralia Domínguez (* 15. Oktober 1925 in San Luis Potosí; † 25. November 2013 in Mailand) war eine mexikanische Opernsängerin (Mezzosopran, Alt).

## Leben

### Studium und künstlerische Anfänge
Domínguez studierte Gesang am Mexikanischen Nationalkonservatorium in Mexiko-Stadt. Während ihres Studiums lernte sie den Komponisten Carlos Chávez Ramírez kennen, der ihre Karriere förderte. Bereits in ihrem ersten Studienjahr sang sie eine Solo-Partie in der Kantate (für Frauenchor und Solisten) La Damoiselle élue von Claude Debussy. Im Juni 1948 sang sie am Opernhaus von Mexiko-Stadt bei einem Gastspiel der Mailänder Scala die Rolle der Maddalena in Rigoletto. Ihre Partner waren Giuseppe Di Stefano (als Duca di Mantova) und Giuseppe Valdengo (Titelrolle als Rigoletto). Sie gehörte zu den einheimischen Sängern der Besetzung; kleinere Rollen wurden, der damaligen Besetzungspraxis entsprechend, mit nationalen Sängern besetzt. Von dieser Aufführung ist ein Live-Mitschnitt überliefert, der als ältestes erhaltenes Tondokument von Oralia Domínguez gilt. Im Oktober 1948 sang sie am Palacio de Bellas Artes die Titelrolle in der Uraufführung der Oper La Mulata de Córdoba des mexikanischen Komponisten José Pablo Moncayo García.
Ihr offizielles Bühnendebüt erfolgte schließlich 1950 am Opernhaus von Mexiko-Stadt. 1951 sang sie im Palacio de Bellas Artes im Rahmen eines Gastspiels der Mailänder Scala unter dem Dirigenten Oliviero De Fabritiis die Amneris in der Oper Aida. Ihre Partner waren Maria Callas (Aida), Mario del Monaco (Radames) und Giuseppe Taddei (Amonasro). 1952 sang sie am Opernhaus von Mexiko-Stadt die Charlotte in Werther an der Seite von Giuseppe di Stefano. 1953 ging Domínguez nach Europa; sie gab ihr europäisches Konzert-Debüt im selben Jahr in der Londoner Wigmore Hall. Beim Lucerne Festival sang sie, ebenfalls 1953, die Alt-Partie im Verdi-Requiem. Weitere Konzertgastspiele folgten in Spanien, Frankreich, der Bundesrepublik Deutschland und in den Niederlanden.

### Internationale Operngastspiele
1953 debütierte Domínguez erfolgreich an der Mailänder Scala; sie sang die Rolle der Fürstin von Bouillon in der Oper Adriana Lecouvreur. 1955 sang sie am Opernhaus von Rom die Wahrsagerin Ulrica in Verdis Oper Un ballo in maschera. 1956 folgte an der Mailänder Scala die Rolle der Marina in Boris Godunow, 1958 wiederholte sie dort ihre Fürstin von Bouillon.
Im Januar 1955 sang sie an der Covent Garden Opera in London die Rolle der Wahrsagerin Sosostris in der Uraufführung der Oper The Midsummer Marriage von Sir Michael Tippett. Von 1955 bis 1964 gastierte sie regelmäßig bei den Glyndebourne-Festspielen: u. a. 1950 und 1957 als Mrs. Quickly in Falstaff, 1957 als Isabella in Die Italienerin in Algier und 1962 als Amme Arnalta in L’incoronazione di Poppea. 1959 sang sie an der San Francisco Opera ebenfalls Mrs. Quickly; außerdem gastierte sie erneut an der Covent Garden Opera (als Amneris in Aida). Im April 1963 gastierte sie, allerdings nur ein einziges Mal, an der Wiener Staatsoper; sie sang Prinzessin Eboli in Don Carlos. Sie sang im selben Jahr an der Grand Opéra Paris die Rolle der Amneris in Aida. 1964 sang sie bei den Musikfestspielen von Aix-en-Provence ebenfalls die Rollen der Arnalta in Monteverdis L’incoronazione di Poppea und der Mrs. Quickly in Falstaff. In der Rolle der Mrs. Quickly, die zu ihren besonderen Glanzrollen gehörte, trat sie 1965 am Opernhaus von Monte Carlo sowie 1966 und in der Spielzeit 1967/1968 an der Londoner Covent Garden Opera auf.
Bei den Salzburger Osterfestspielen sang sie im April 1968 unter der Leitung von Herbert von Karajan die Rolle der Erda in Das Rheingold. 1969 sang sie dort unter Karajans Leitung erneut die Rheingold-Erda und übernahm auch die Erda in Siegfried. 1968 sang die Erda auch in einer Aufführung von Wagners Der Ring des Nibelungen in Rom unter der musikalischen Leitung von Wolfgang Sawallisch; ihre Partner waren u. a. Theo Adam (Wotan/Wanderer) und Jean Cox (Siegfried).
Domínguez gastierte in den 1960er und 1970er Jahren weiters u. a. am Opernhaus von Mexiko-Stadt, am Teatro Colón (1961, als Maddalena in Rigoletto), beim Maggio Musicale Fiorentino (1961 als Prinzessin Eboli; 1966 als Arnalta), an der Deutschen Oper am Rhein (regelmäßig zwischen 1960 und 1969), an der Hamburgischen Staatsoper (Gastvertrag 1972–1974; u. a. 1974 als Mrs. Quickly) und an der Staatsoper Stuttgart (Gastvertrag 1972–1976).
Weitere internationale Gastspiele gab sie in Tel Aviv (1959), Venedig (1960 in Alcina, als Partnerin von Joan Sutherland), am Teatro San Carlo in Neapel (1958; als Preziosilla in La forza del destino), am Teatro Massimo in Palermo und am Théâtre Royal de la Monnaie. In den Vereinigten Staaten trat sie erstmals 1959 bei einer Konzert-Tournee auf; später folgten Auftritte in Chicago, Dallas und New Orleans. 1976 trat sie in einem Konzert in Mexiko-Stadt auf. 1982 hatte sie ihren letzten öffentlichen Auftritt als Sängerin im Verdi-Requiem im Palacio de Bellas Artes.

## Stimme und Tondokumente
Kutsch/Riemens beschreiben Domínguez’ Stimme als „technisch vortrefflich durchgebildete, üppige Stimme von reizvollem exotischem Timbre“. In einem Beitrag des Opernforums Tamino Klassikforum wird ihre Stimme als „samtweiche[n], dunkel getönte[n] Stimme von bestechendem Wohllaut“ charakterisiert.
Die Mexikanische Kulturbehörde, die Domínguez’ Tod bekanntgab, bezeichnete ihre Stimme als „eine der bedeutendsten Stimmen des 20. Jahrhunderts“.
Die wichtigsten Bühnenrollen sind durch Schallplattenaufnahmen und Live-Mitschnitte als Tondokumente erhalten. Es sind frühe Live-Mitschnitte aus Mexiko-Stadt (Rigoletto von 1948; Aida von 1951) erhalten. 1954 nahm sie das Verdi-Requiem unter der musikalischen Leitung von Victor de Sabata auf; ihre Partner in dieser Aufnahme waren Elisabeth Schwarzkopf, Giuseppe di Stefano und Cesare Siepi. Ein Live-Mitschnitt aus demselben Jahr (1954) von Gustav Mahlers Das Lied von der Erde, mit Domínguez in der Alt-Partie, Set Svanholm (Tenor-Partie), Paul Kletzki (Dirigent) und den Wiener Philharmonikern wurde auf CD bei dem Musiklabel ORFEO veröffentlicht.
Von den Glyndebourne-Festspielen existiert ein Live-Mitschnitt des Falstaff aus dem Jahr 1957 mit Domínguez als Mrs. Quickly; Dirigent war Vittorio Gui. 1958 nahm sie, unter dem Dirigenten Ferenc Fricsay, in München für das Label Deutsche Grammophon einen Querschnitt (in deutscher Sprache) der Oper Carmen auf; ihr Partner als Don José war József Simándy. 1962 veröffentlichte EMI Records eine Gesamtaufnahme der Oper L’incoronazione di Poppea in der Besetzung der Glyndebourne-Festspiele; es dirigierte Sir John Pritchard.
1967 erschien bei Decca Records eine Gesamtaufnahme der Oper La Gioconda, in der sie die Partie der Cieca verkörpert. Ihre Partner waren Renata Tebaldi, Carlo Bergonzi, Marilyn Horne und Robert Merrill; es dirigierte Lamberto Gardelli. 1968 veröffentlichte die Deutsche Grammophon auf Schallplatte die Studioaufnahme von Wagners Ring-Vorabend Das Rheingold, im Nachtrag zu den Salzburger Osterfestspielen. Unter der musikalischen Leitung von Herbert von Karajan sang Domínguez die Rolle der Erda. 1969 übernahm sie diese Rolle auch in der Studioproduktion des Siegfried. 2007 veröffentlichte die Deutsche Grammophon ein Solo-Recital.
Das durch Rundfunkaufnahmen, Live-Mitschnitte und Schallplatten überlieferte musikalische Schaffen von Oralia Domínguez wurde mittlerweile weitgehend auch auf CD wiederveröffentlicht. Ein Live-Mitschnitt einer konzertanten Aufführung der Oper Samson et Dalila aus dem Jahre 1964, mit Jean Fournet (Dirigent), Jon Vickers (Samson), Ernest Blanc (Grand Prêtre) und dem Radio Filarmonisch Orkest Amsterdam wurde bei dem Label Gala veröffentlicht.